# Dodécaèdre
En géométrie, un dodécaèdre est un polyèdre à douze faces. Puisque chaque face a au moins trois côtés et que chaque arête borde deux faces, un dodécaèdre a au moins 18 arêtes.

## Dodécaèdres particuliers
Certains ont des propriétés particulières comme des faces régulières ou des symétries :
- le dodécaèdre régulier, seul solide de Platon à faces pentagonales régulières ;
- le grand dodécaèdre, le petit dodécaèdre étoilé et le grand dodécaèdre étoilé, trois solides de Kepler-Poinsot ;
- le dodécaèdre rhombique (de première espèce) et le dodécaèdre rhombique de seconde espèce (ou dodécaèdre de Bilinski) dont les faces, toutes identiques, sont des losanges (rhombes). Le rapport des longueurs des diagonales des losanges vaut {\displaystyle {\sqrt {2}}} pour le premier et le nombre d’or pour le second.
- le triakitétraèdre, un solide de Catalan dont les faces sont des triangles isocèles ;
- le disphénoïde adouci, un solide de Johnson à faces triangulaires équilatérales ;
- le dodécaèdre trapézo-rhombique (en), à faces en losanges et trapèzes, qui permet un pavage de l'espace ;
- le prisme décagonal ;
- la coupole décagonale, solide de Johnson.

dodécaèdre régulier
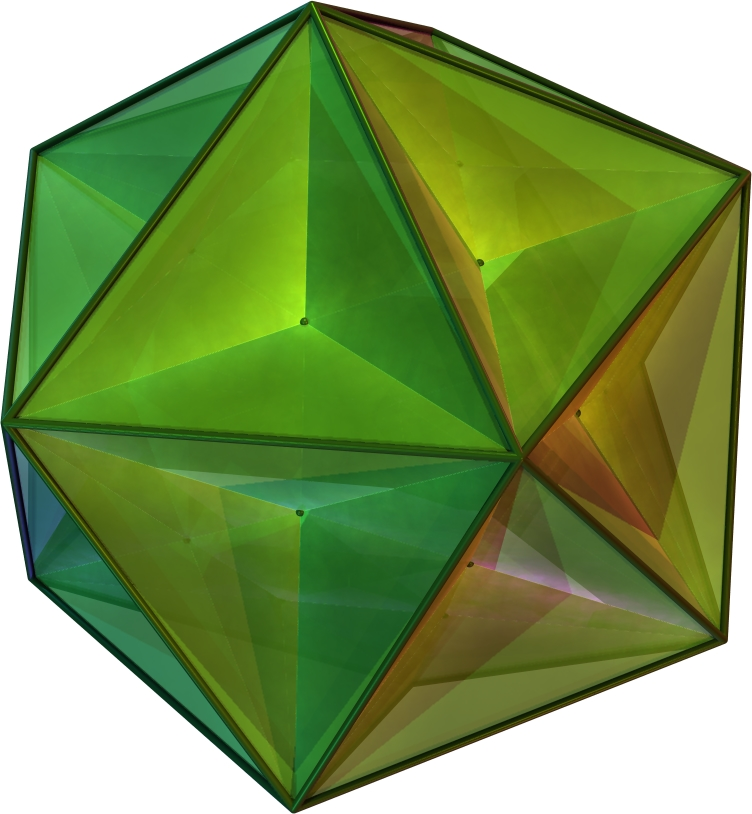
grand dodécaèdre
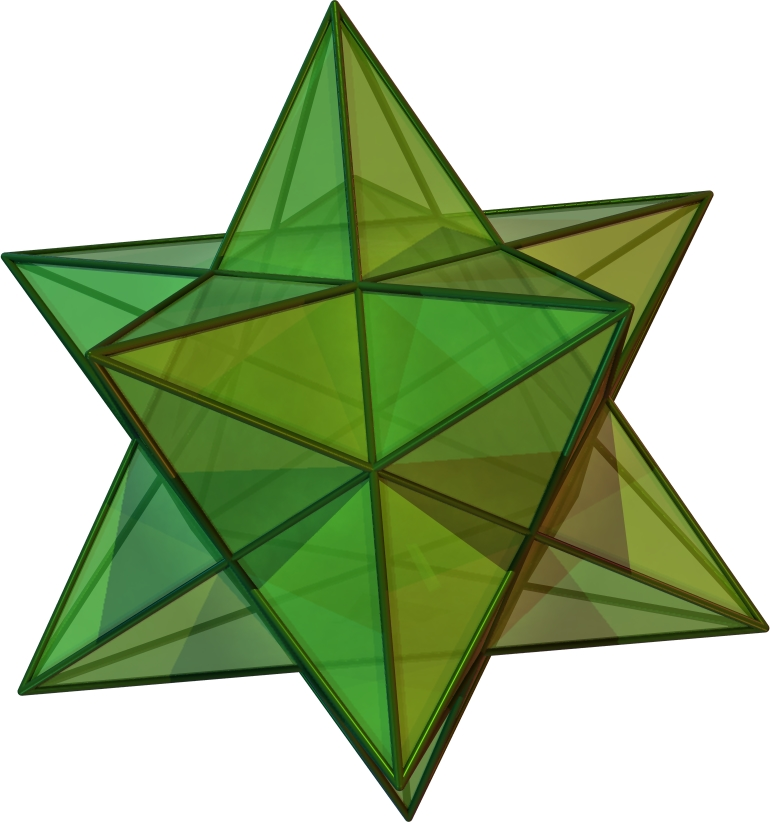
petit dodécaèdre étoilé
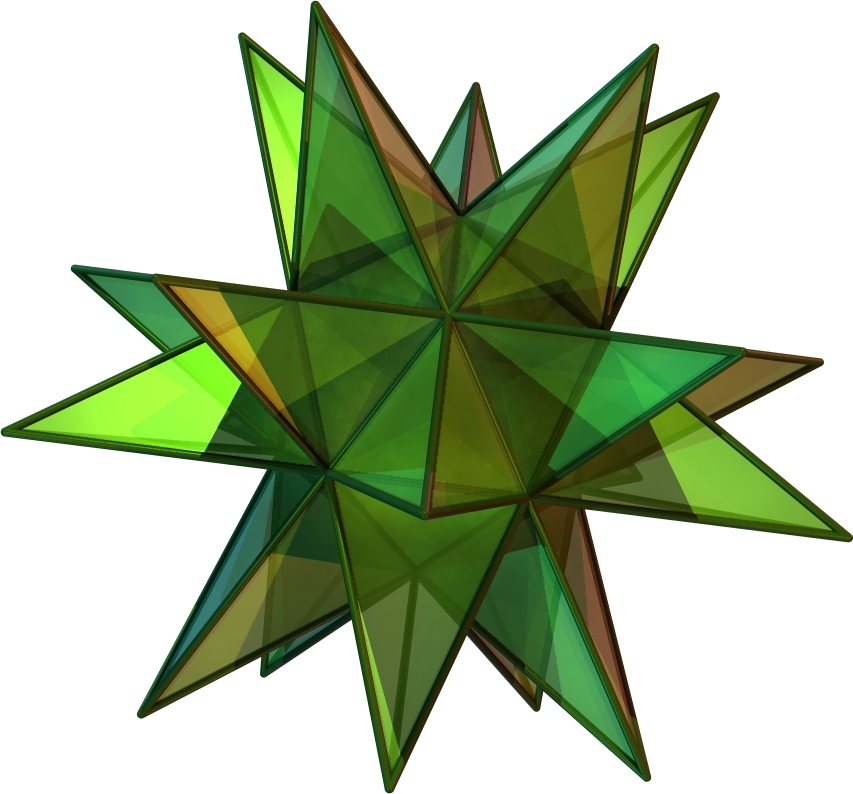
grand dodécaèdre étoilé
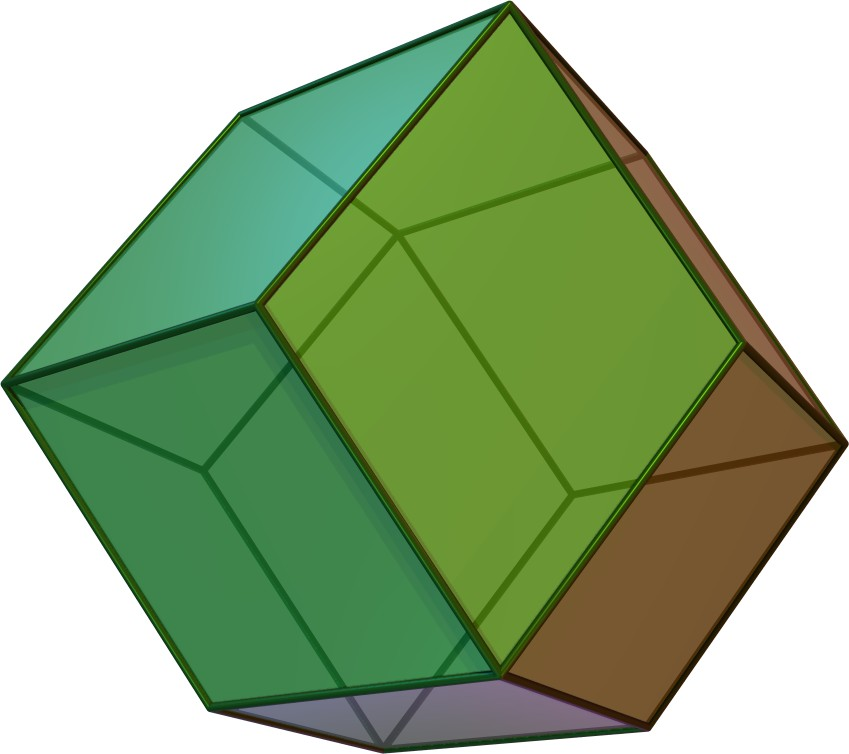
dodécaèdre rhombique
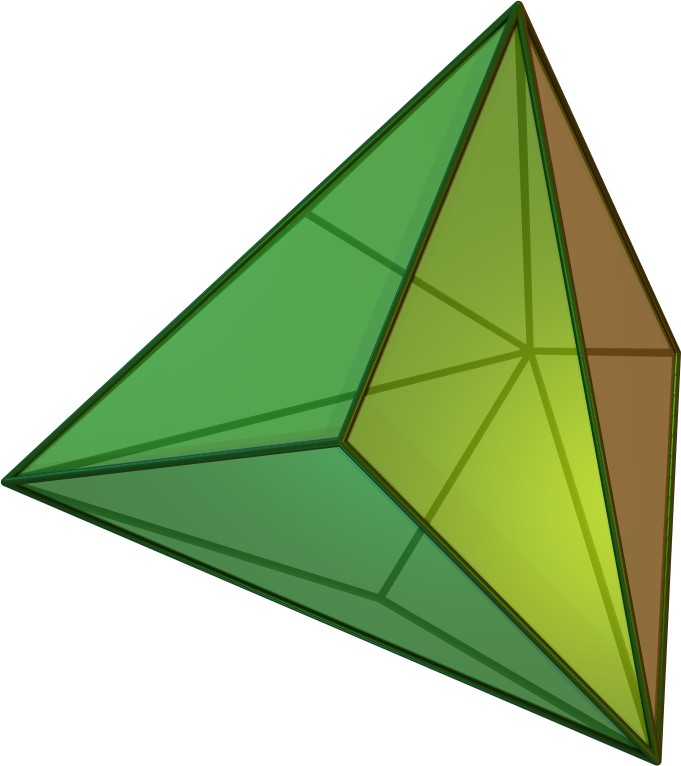
triakitétraèdre
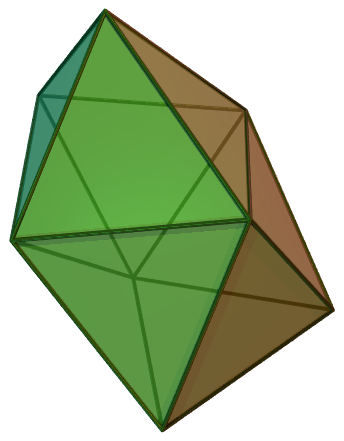
disphénoïde adouci
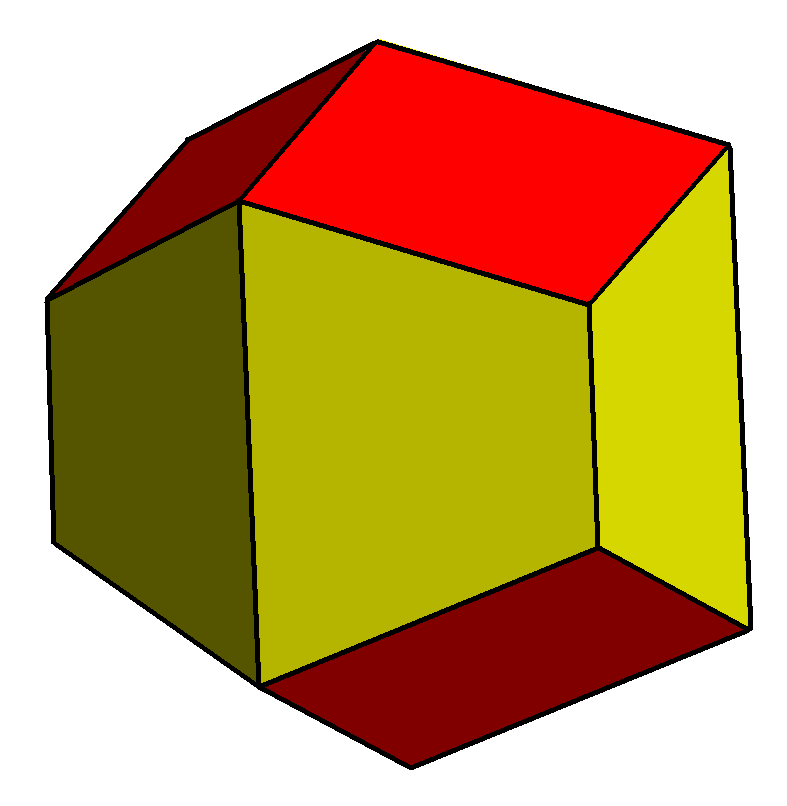
dodécaèdre trapézo-rhombique
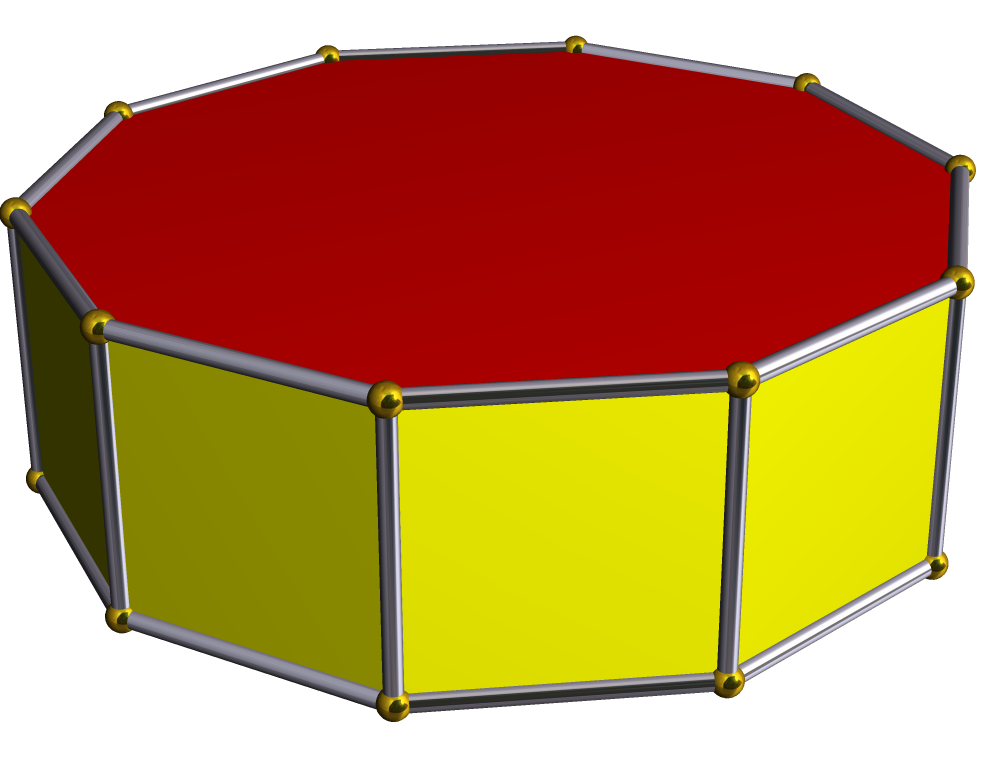
prisme décagonal
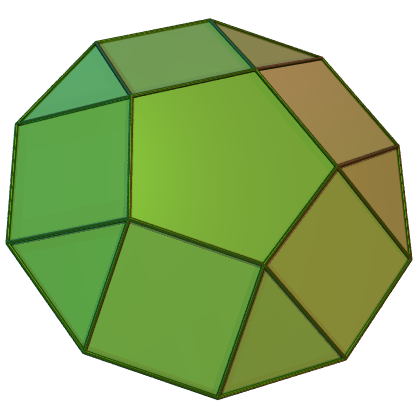
coupole décagonale

## Pyritoèdre
| Pyritoèdre | Pyritoèdre                  |
| --- | --------------------------- |
| Un pyritoèdre possède 30 arêtes, réparties en deux groupes de longueur différente, comprenant 24 et 6 arêtes. |                             |
| Polygone des faces                                                                                            | pentagone irrégulier        |
| Diagrammes de Coxeter                                                                                         | ·                           |
| Faces | 12                          |
| Arêtes | 30 (6+24)                   |
| Sommets | 20 (8+12)                   |
| Groupe de symétrie                                                                                            | Th, [4,3+], (3*2), ordre 24 |
| Groupe de rotation                                                                                            | T, [3,3]+, (332), ordre 12  |
| Dual | Pseudoicosaèdre             |
| Propriétés | convexe                     |
| Patron |                             |

Un pyritoèdre est un dodécaèdre à symétrie pyritoédrique (Th). Comme le dodécaèdre régulier, il a douze faces pentagonales identiques, dont trois se coupent en chacun des 20 sommets. Cependant, les pentagones ne sont pas nécessairement réguliers, et la structure ne possède donc normalement pas d'axes de symétrie d'ordre 5. Ses trente arêtes sont divisées en deux groupes - contenant respectivement 24 et 6 arêtes de la même longueur.
Bien que le dodécaèdre régulier n'existe pas dans les cristaux (mais existe dans les quasi-cristaux), la forme déformée du pyritoèdre s'observe dans le cristal de pyrite, et peut avoir inspiré la découverte de la forme régulière du solide de Platon.

### Cristal de pyrite
Son nom provient d'une des formes cristallines courantes de la pyrite, l'autre étant cubique.
| Pyrite cubique | Pyrite pyritoédrique | quasi-cristal de Ho-Mg-Zn |

### Coordonnées cartésiennes
Coordonnées de 8 des sommets :
(±1, ±1, ±1)
Les coordonnées des 12 autres sommets sont les permutations de :
(0, ±(1+h), ±(1−h2))
où h est la hauteur du toit en coupole au-dessus des faces du cube. Quand h=1, 6 des arêtes dégénèrent en points, ce qui forme un dodécaèdre rhombique. Pour le dodécaèdre régulier, h=(√5-1)/2, l'inverse du nombre d'or.

### Degrés de liberté géométriques
Le pyritoèdre a des degrés de liberté géométriques avec les cas limites d'une enveloppe convexe cubique comme limite avec des arêtes colinéaires, et un dodécaèdre rhombique comme autre limite lorsque 6 arêtes sont réduites à une longueur nulle. Le dodécaèdre régulier représente un cas particulier spécifique où tous les angles et les arêtes sont égaux.
| 1 : 1                                                                                               | 1 : 1                            | 2 : 1 | 1.3092... : 1                                                             | 1 : 1                                                                                       | 0 : 1                                                                                        |
| |                                  | h=0 |                                                                           | h=(√5−1)/2                                                                                  | h=1                                                                                          |
| --------------------------------------------------------------------------------------------------- | -------------------------------- | --- | ------------------------------------------------------------------------- | ------------------------------------------------------------------------------------------- | -------------------------------------------------------------------------------------------- |
| Étoile régulière du grand dodécaèdre étoilé, avec des pentagones déformés en pentagrammes réguliers | Dodécaèdre pyritoédrique concave | Un cube peut être transformé en un pyritoèdre en découpant toutes les arêtes et toutes les faces dans des directions croisées. | Proportions géométriques du pyritoèdre dans la structure de Weaire-Phelan | Un dodécaèdre régulier est un cas intermédiaire dont les arêtes sont de longueur identique. | Un dodécaèdre rhombique est le cas limite où la longueur de 6 des arêtes est réduite à zéro. |

Un dodécaèdre régulier peut être construit à partir d'un cube de la façon suivante : la face carrée supérieure du cube est remplacée par un "toit" composé de deux pentagones, joints le long du sommet du toit. Les diagonales des pentagones parallèles au sommet du toit coïncident avec les deux côtés opposés du carré. De la même façon, les 5 autres faces carrées sont remplacées par une paire de pentagones. Le pyritoèdre est finalement construit en changeant la pente de ces "toits".